# Linha 50 do Metro de Amesterdão
A Linha 50 é uma das quatro linhas do metro de Amsterdão, nos Países Baixos. Foi inaugurada em 1997 e circula entre as estações de Isolatorweg e Gein. Tem um total de 20 estações.